# グンヒルト (小惑星)
グンヒルト (891 Gunhild) は、小惑星帯の小惑星。マックス・ヴォルフがハイデルベルクのケーニッヒシュトゥール天文台で発見した。
ドイツの女性名に因んで名付けられた。